# 소용돌이 은하
소용돌이 은하(Whirlpool Galaxy), 메시에 51a(Messier 51a), NGC 5194는 사냥개자리에 있는 상호작용은하이자, 웅대구조 은하로, 세이퍼트 2형 활동 은하핵을 품고 있다. 상호 작용하는 동반 은하(NGC 5195 = M51b)와 통틀어서 '부자 은하'로 불리기도한다. 나선 은하로 분류된 최초의 은하이다. 우리 은하에서 약 23 ± 4백만 광년 떨어져 있다고 측정되나, 측정 방법에 따라 약 1,500만 광년에서 약 3,500만 광년까지 변동할 수 있다. 소용돌이 은하는 가장 유명한 은하들 중 하나이다.
소용돌이 은하와 그 동반 은하는 아마추어 천문가들도 쉽게 관측할 수 있으며, 경우에 따라서는 쌍안경으로도 보이는 때가 있다. 소용돌이 은하는 전문 천문학자들에게도 인기 있는 관측 대상으로, 은하의 나선팔 구조와 은하의 상호 작용을 연구하는 데 있어 중요한 사례가 된다.

## 역사
1773년 10월 13일 : 프랑스의 천문학자 샤를 메시에가 처음으로 발견하였다. 혜성을 찾던 그는 사냥개자리 근처에서 혜성같이 희미한 천체를 찾았다. "별이 없는 아주 흐릿한 성운"이라는 평과 함께 메시에 천체 목록에 기록한다.
1781년 3월 20일 : 샤를 메시에의 동업자이자 친구인 피에르 메셍이 소용돌이 은하의 동반 은하인 M51b를 발견하였다.
1787년 5월 12일 : 영국의 천문학자 윌리엄 허셜도 이 은하를 관측한 뒤 자신의 목록에 기록하였다.
1830년 4월 영국의 천문학자 존 허셜이 관측한 뒤 자신의 목록에 기록했다. 이후 존 허셜이 만든 GC(General Catalogue)에 3574번으로 등재된다.

## NGC 5195와 메시에 51과의 상호 작용
NGC 5195는 수백 만 년 전부터 M51과의 충돌 과정을 겪고 있으며 M51의 영향으로 은하의 형태가 불규칙적이고 왜곡된 모습을 하게 되었다.

## 거리
지구로부터 약 2,500만 광년 떨어져 있다. 하지만 이 값은 적색편이를 이용한 방법으로 측정한 값이며 다른 측정값으로는 1,500만 광년에서 3,700만 광년까지 널 뛰기를 한다.

## 조석 꼬리
동반 은하인 M51b와 먼지로 이루어진 조석 꼬리로 연결되어 있다. 서로 강한 중력으로 엮여 있기 때문에 조만간 M51b를 흡수하게 될 것이다.

## 흡수 과정에서의항성 형성
이 과정에서 별 생성률이 폭발적으로 증가하게 될 것이다.

## 은하핵
소용돌이 은하는 세이퍼트 2형 은하(Seyfert 2 galaxy)로 분류된다. 주로 적외선 파장을 방출하는 퀘이사를 닮은 밝은 활동성 은하핵을 가지고 있다.

## 지름 및 질량
은하의 지름은 약 6만 광년이며 약 1,000억 개의 별들로 구성되어 있다. 질량은 태양 질량의 약 1,600억 배로 추산된다.

## NGC 5195의 질량
질량은 M51의 약 30~50% 정도로 추산하고 있다 M51과 질량을 공유한다.

## 초신성
지금까지 총 4개의 초신성이 발견되었다.
- 1945년 4월 6일 윌슨산 천문대의 2.5m 급 망원경으로 관측하여 SN 1945A라는 이름의 초신성을 발견하였다. I형 초신성이였으며 최고 등급은 14.0등급이었다.

- 1994년 4월 발견된 SN 1994I는 Ic형 초신성이었다.

- 2005년 6월 발견된 SN 2005cs는 II형 초신성으로 14.2등급까지 빛났다.

- 2011년 5월 31일에 SN 2011dh가 발견되었다.

## 같이 보기
- 바람개비 은하
- 메시에 천체 목록